# پنلس
پنلس (به اسپانیایی: Penellas) یک منطقهٔ مسکونی در اسپانیا است که در نوگورا واقع شده‌است. پنلس ۲۵٫۵ کیلومتر مربع مساحت دارد.